# بذيرة جيرية
البذيرة الجيرية (الاسم العلمي: Coccolithus) هي جنس من الالأسناخ الصبغية يتبع الفصيلة البذيرية الجيرية من رتبة البذيريات الجيرية.

## أنواع البذيرة الجيرية
- بذيرة جيرية صلبة
- بذيرة جيرية كاليفورنية
- بذيرة جيرية متناسقة
- بذيرة جيرية منوفذة
- (الاسم العلمي:Coccolithus abisectus)
- (الاسم العلمي:Coccolithus miopelagicus)
- (الاسم العلمي:Coccolithus oceanicus)
- (الاسم العلمي:Coccolithus pelagicus)
- (الاسم العلمي:Coccolithus pliopelagicus)
- (الاسم العلمي:Coccolithus subpertusus)
- (الاسم العلمي:Coccolithus tenuiforatus)